# Pantitlán, Guerrero
Pantitlán är en ort i Mexiko.   Den ligger i kommunen Chilapa de Álvarez och delstaten Guerrero, i den sydöstra delen av landet, 200 km söder om huvudstaden Mexico City. Pantitlán ligger 1 830 meter över havet och antalet invånare är 2 413.
Terrängen runt Pantitlán är kuperad åt sydväst, men åt nordost är den bergig. Runt Pantitlán är det ganska glesbefolkat, med 42 invånare per kvadratkilometer. Närmaste större samhälle är Chilapa de Alvarez, 8,7 km sydväst om Pantitlán. I omgivningarna runt Pantitlán växer huvudsakligen savannskog.